# Andrea Chiesa
Andrea Chiesa (ur. 6 maja 1964 w Mediolanie) – były szwajcarski kierowca Formuły 1. Brał udział w 10 Grand Prix, zadebiutował 1 marca 1992 roku.
Chiesa rozpoczynał karierę motorową w 1980 roku na kartach, kontynuował ją we włoskiej serii Formuły 3 i Formuły 3000. W 1992 roku został zatrudniony w Formule 1 w zespole Fondmetal. Na 10 występów zakwalifikował się jednak do wyścigu tylko 3 razy, nie kończąc żadnego z nich, w efekcie czego w dalszej części sezonu został zastąpiony przez Erica van de Poele.
W 1993 roku wystartował w jednym wyścigu serii CART. Następnie wycofał się na kilka lat ze ścigania.
W latach 2007–2008 startował w Le Mans Series w zespole Speedy Racing.